# 3. ŽNL Sisačko-moslavačka NS Novska 2009./10.
Prvenstvo se igralo trokružno. Prvenstvo je osvojila NK Sava Puska i time se plasirala u viši rang (2. ŽNL Sisačko-moslavačku).

## Tablica
| Mj. | Klub                          | Sus. | Pobj. | Nerj. | Por. | GR.   | Bod. |
| --- | ----------------------------- | ---- | ----- | ----- | ---- | ----- | ---- |
| 1.  | NK Sava Puska                 | 16   | 13    | 2     | 1    | 60:24 | 41   |
| 2.  | NK Nacional Stari Grabovac    | 16   | 9     | 3     | 4    | 44:30 | 30   |
| 3.  | NK Jedinstvo Drenov Bok       | 16   | 9     | 1     | 6    | 48:33 | 28   |
| 4.  | NK Slavonija Brestača         | 16   | 9     | 1     | 6    | 47:34 | 28   |
| 5.  | NK Stari Grad Kraljeva Velika | 16   | 9     | 0     | 7    | 33:33 | 27   |
| 6.  | NK Mladost Košutarica         | 16   | 7     | 1     | 8    | 54:41 | 22   |
| 7.  | NK Nafta Kozarice             | 16   | 4     | 1     | 11   | 27:49 | 13   |
| 8.  | NK Croatia Stara Subocka      | 16   | 4     | 0     | 12   | 32:42 | 12   |
| 9.  | NK Naprijed Krapje            | 16   | 2     | 3     | 11   | 18:77 | 9    |